# Anders Hylander (Turner)
Anders Hylander (* 6. November 1883 in Östad, Gemeinde Lerum; † 10. Februar 1967 in Stockholm) war ein schwedischer Turner.
Hylander turnte für die Uppsala Gymnastikförening. Er gehörte dem schwedischen Team an, das 1912 bei den Olympischen Spielen in Stockholm die Goldmedaille im Mannschaftsturnen nach dem schwedischen System gewann.